# Episcopal Diocese of Maryland

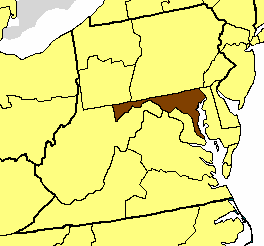
Lage der Episcopal Diocese of Maryland

Die Episcopal Diocese of Maryland bildet einen Teil von Province 3 der Episkopalkirche der Vereinigten Staaten von Amerika. Sie umfasst die Stadt Baltimore sowie die Countys des nördlichen und zentralen Maryland: Allegany, Anne Arundel, Calvert, Carroll, Frederick, Garrett, Harford, Howard, und Washington. Sie gehört zu den neun ursprünglichen Bistümern der Episcopal Church in den USA und beruft sich auf eine Geschichte, die mit dem ersten christlichen Gottesdienst im Gebiet der oberen Chesapeake Bay unter der Leitung von Kapitän John Smith begann.
1780 führte eine Zusammenkunft anglikanischer Kleriker und Laien in Chestertown (Maryland) zur Bildung der Diocese of Maryland, die bei der Gründung der US-Episkopalkirche im Jahre 1789 bereits bestand. Der erste Bischof der Diözese, Thomas John Claggett, war der erste anglikanische Bischof, der in den USA geweiht wurde. Die zum Bistum gehörige Gemeinde von St. James in Baltimore war die erste afroamerikanische Gemeinde in den Südstaaten. Ein späterer Bischof, John Gardner Murray wurde als erster zum Amt des Presiding Bishop gewählt, anstatt wie bis dahin üblich, als dienstältestes Mitglied des Bischofskollegiums zu diesem Amt zu kommen.
Das Bistum hat zweimal neue Bistümer aus seinem ursprünglichen Gebiet ausgegründet: erstmals 1868, als die Eastern Shore Countys zur Diocese of Easton wurden, und dann wieder 1895, als aus dem District of Columbia sowie den Countys Montgomery, Prince George’s, Charles und St. Mary’s die Diocese of Washington entstand.
Das Bistum Maryland hat 117 Kirchengemeinden (von denen nur 12 den Status von Pfarreien haben, während der Rest als Missionen gelten) mit insgesamt über 44.200 Mitgliedern. Bischofssitz ist die Cathedral of the Incarnation in Baltimore. Am 28. März 2008 wurde der Eugene Taylor Sutton zum 14. Bischof der Diözese Maryland gewählt und am 28. Juni 2008 geweiht.